# Hydro kim loại

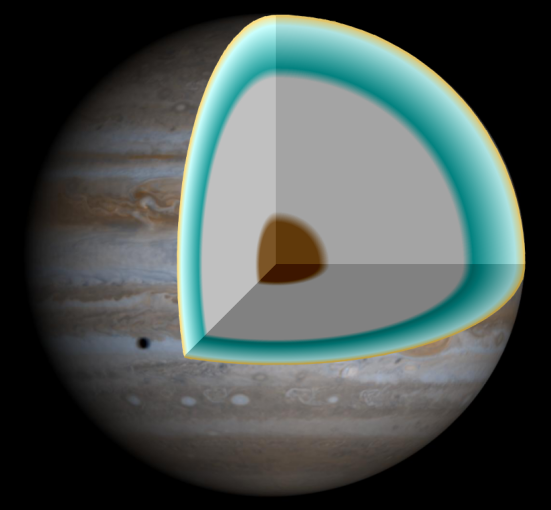
Các hành tinh khí khổng lồ như Sao Mộc (hình trên) và Sao Thổ có thể chứa số lượng lớn hydro kim loại (minh họa màu xám) và heli lỏng.

Hydro kim loại là một loại vật chất suy biến, một pha của hydro trong đó nó hoạt động như một chất dẫn điện. Giai đoạn này được dự đoán vào năm 1935 trên cơ sở lý thuyết của Eugene Wigner và Hillard Bell Huntington. Ở áp suất và nhiệt độ cao, kim loại hydro có thể tồn tại như một chất lỏng thay vì thể rắn, và các nhà nghiên cứu cho rằng hiện tượng này diễn ra với số lượng lớn trong hấp dẫn bên trong nén của sao Mộc, sao Thổ, và trong một số các hành tinh ngoài hệ Mặt Trời.
Trong tháng 10 năm 2016, đã có tuyên bố rằng kim loại hydro đã được quan sát thấy trong các phòng thí nghiệm ở áp suất khoảng 495 gigapascal (4.950.000 barg; 4.890.000 atm; 71.800.000 psi). Vào tháng 1 năm 2017, các nhà khoa học tại Đại học Harvard thông báo lần đầu tiên hydro kim loại được tạo ra trong phòng thí nghiệm, sử dụng một ô mạng đế kim cương. Một số quan sát phù hợp với việc kim loại hóa hydro trước đây đã được báo cáo, chẳng hạn như quan sát báo cáo của một số giai đoạn mới của hydro rắn trong điều kiện tĩnh, và trong deuterium lỏng đặc, điện cách điện để dẫn quá trình chuyển đổi kết hợp với một sự gia tăng phản xạ quang học.

## Dự đoán về lý thuyết

### Kim loại hóa hydro bằng áp suất
Mặc dù nằm trên cùng của nhóm kim loại kiềm trong bảng tuần hoàn nhưng hydro chưa thể hiện các đặc điểm của kim loại kiềm trong điều kiện bình thường. Thay vào đó, nó tạo thành các phân tử gồm 2 nguyên tử H, giống với các nguyên tố phi kim khác trong dòng thứ hai của bảng tuần hoàn (nitơ và oxy) và giống với các halogen. Phân tử hydro ở dạng khí trong điều kiện áp suất khí quyển, và chỉ hóa lỏng và hóa rắn ở nhiệt độ rất thấp (theo thứ tự là 20 độ và 14 độ trên giá trị 0 tuyệt đối). Tuy nhiên, Eugene Wigner và Hillard Bell Huntington đã dự đoán rằng dưới áp suất lớn khoảng 25 GPa (250000 atm; 3600000 psi) hydro có thể thể hiện các tính chất của kim loại thay vì là các phân tử H2 riêng biệt (bao gồm 2 electron xoay quanh giữa 2 proton), pha rắn có thể tạo ra với các ô mạng rắn của các proton và electron delocalized throughout. Từ đó, hydro kim loại được mô tả là "the holy grail of high-pressure physics".
Dự đoán ban đầu về lượng áp suất cần thiết để cuối cùng được thể hiện là quá thấp. Từ công trình đầu tiên được thực hiện bởi Wigner và Huntington, các tính toán lý thuyết hiện đại đã chỉ ra giá trị này cao hơn, nhưng dù sao thì áp lực để đạt được mức độ kim loại hóa có thể là 100 GPa và cao hơn.

### Hydro kim loại lỏng
Heli-4 là một chất lỏng trong điều kiện áp suất thông thường gần bằng giá trị 0 tuyệt đối, a consequence of its high zero-point energy (ZPE). TCác proton của ZPE ở trạng thái đặc cũng cao, và giảm theo hàm mũ của năng lượng (tương đối với ZPE) được trông đợi ở áp suất cao. Các tranh cãi đã đẩy lên đỉnh cao bởi Neil Ashcroft và những người khác rằng có một giá trị nóng chảy tối đa trong hydro bị nén ép nhưng cũng có người chỉ ra rằng có thể có một dãy mật độ ở áp suất khoảng 400 GPa (3.900.000 atm), tại đây hydro có thể ở trạng thái kim loại lỏng, thậm chí ở nhiệt độ thấp.

### Siêu dẫn
Năm 1968, Neil Ashcroft đã cho rằng hydro kim loại có thể có tính chất siêu dẫn, cho đến nhiệt độ phòng (290 K hay 17 °C), rất xa so với bất kỳ vật liệu siêu dẫn đã được biết đến. Giả thiết này dựa trên tính bắt cặp mạnh mẽ được trông đợi giữa các electron dẫn và sự dao động ô mạng.

### Khả năng về các kiểu chất lỏng lượng tử mới
Hiện tại con người đã biết đến các trạng thái siêu vật liệu như chất siêu dẫn, siêu lỏng của chất lỏng và khí và siêu rắn. Egor Babaev đã dự đoán rằng nếu hydro và deuteri tồn tại ở trạng thái kim loại lỏng chúng có thể có các trạng thái lượng tử theo thứ bậc mà không thể được phân loại thành các chất siêu dẫn hoặc siêu lỏng trong bối cảnh bình thường. Thay vào đó, chúng có thể thể hiện hai kiểu mới về chất lỏng lượng tử: "chất siêu lỏng siêu bán dẫn" và "chất kim loại siêu lỏng". Các chất lỏng này đã từng được dự đoán có các phản ứng bất thường rất cao đối với trường từ bên ngoài và sự chuyển động quay, chúng có thể cung cấp những ý nghĩa nhất định trong việc xác minh thí nghiệm về các dự đoán của Babaev. Nó cũng từng được đề nghị rằng, dưới sự ảnh hưởng của trường từ, hydro có thể thể hiện phan chuyển tiếp từ siêu dẫn sang siêu lỏng và ngược lại.

### Hợp kim lithi làm giảm áp suất cần thiết
Năm 2009, Zurek et al. đã dự đoán rằng hợp kim LiH6 có thể là một kim loại bền ở áp suất bằng 1/4 áp suất cần thiết để kim loại hóa hydro, và các hiệu ứng tương tự có thể thể hiện cho các kiểu hợp kim LiHn và có thể cho các hợp kim liên quan kiểu Lin.

## Các nhà khoa học đã tìm ra bằng chứng
Trong nhiều năm, các nhà khoa học đã cố tạo ra Hydro kim loại tổng hợp bởi những ứng dụng vô cùng của nó. Và sau nhiều thập kỉ nỗ lực(cụ thể là 80 năm kể từ khi nó được lý thuyết hóa), trong một báo cáo nghiên cứu trên tờ Science, nhà vật lý Isaac Silvera và Ranga Dias công bố đã tạo được hydro dạng kim loại ở mức áp suất 495 gigapascals (khoảng gần 5 triệu atm) và nhiệt độ -268 độ C. Họ nói rằng đã tìm ra cách đánh bóng kim cương để chúng không bị nứt vỡ. "Cái đê kim cương" này được đặt trong thiết bị làm lạnh, sau đó họ dùng một con vít để từ từ định hình hydro.
Ở khoảng 335 gigapascals, hydro biến thành màu đen, cho thấy sự chuyển tiếp sang một dạng đã biết của hydro có thể hấp thụ ánh sáng. Rồi ở 495 gigapascals, mẫu thí nghiệm đã trở nên lấp lánh. Theo các nhà nghiên cứu, điều này cho thấy hydro dạng kim loại đã được hình thành.